# Beaux-arts (disciplines)
Pour les articles homonymes, voir Beaux-arts.

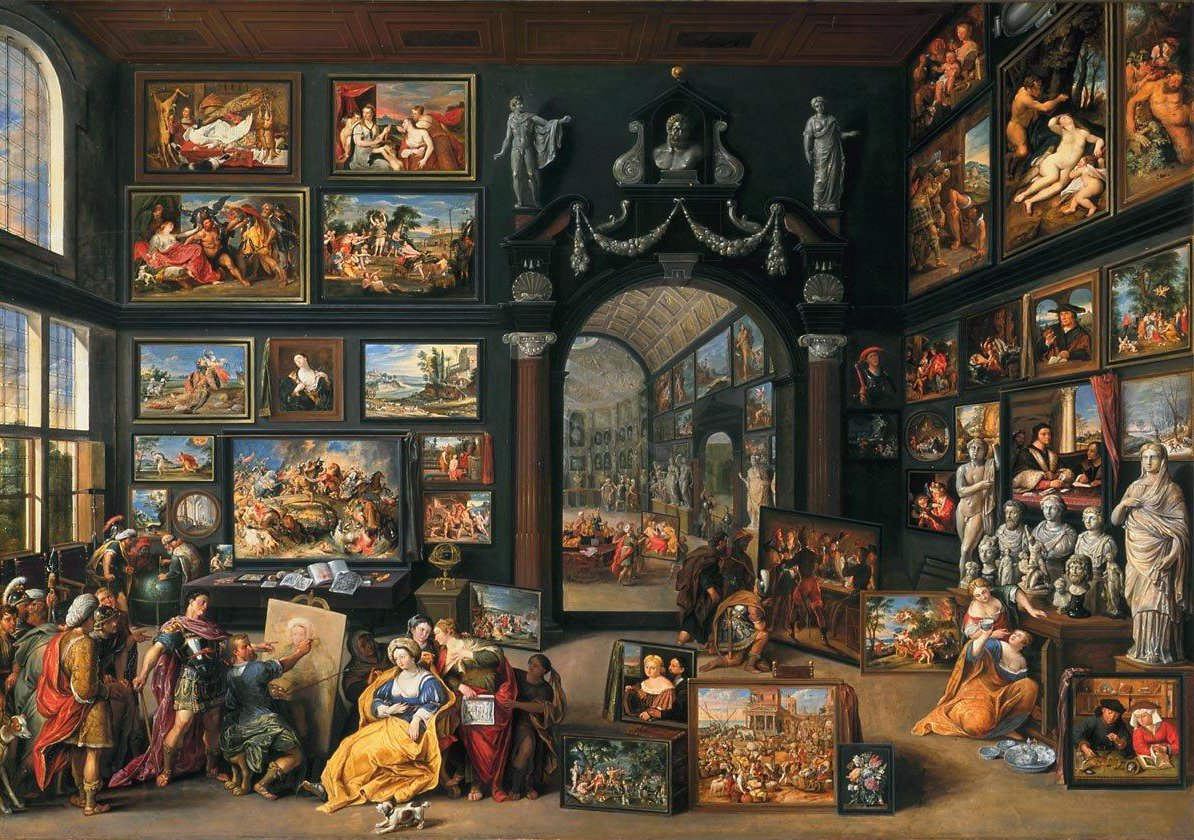
Peinture faite vers 1630 par Willem van Haecht.

Les beaux-arts sont dans la tradition académique occidentale un ensemble de disciplines artistiques. Ils incluent historiquement l'architecture, la sculpture, la peinture, la musique, la poésie, la danse et le théâtre.
S'ils concernent initialement les arts plastiques « visant à l'expression sensible du beau », le terme de beaux-arts est employé pour des disciplines diverses selon les pays et les cultures.

## En France
À partir du XVIIIe siècle (époque classique) établissant la tradition dans la culture française, les beaux-arts contiennent les quatre disciplines artistiques enseignées dans l'École des beaux-arts en France, à savoir l'architecture, la peinture, la sculpture et la gravure.
La musique, le chant et la poésie ne font pas partie des arts du « beau » dans cette classification impliquant le geste, mais par leur structure visant à la connaissance du « vrai », ils font partie des arts libéraux[réf. nécessaire].
Les disciplines qui servent à fabriquer un objet pouvant être utile et en dehors de l'esthétique pure, par exemple la menuiserie, la poterie, ont été aussi rangées[Par qui ?] selon cette démarche dans les « arts serviles »[réf. nécessaire].
Cette organisation comporte à la base la religion pour les disciplines et le caractère « sacré » se distingue du caractère « profane » temporel et terrestre[pas clair][style à revoir].